# セルジ・エンリク
セルジ・エンリク・アメトジェル（Sergi Enrich Ametller、1990年2月26日 - ）は、スペイン・シウタデリャ・デ・メノルカ出身のサッカー選手。レアル・サラゴサ所属。ポジションはFW。

## 経歴

### マヨルカ
RCDマヨルカのユースチームで育成され、2010年1月のRCDエスパニョール戦でトップチームデビュー。プロ初年度の大部分はセグンダBのリザーブチームでプレーした。
2011–12シーズンはセグンダのレクレアティーボ・ウェルバにレンタル移籍。2012–13シーズンはADアルコルコンにレンタル移籍。

### ヌマンシア
2013年夏、セグンダのCDヌマンシアと2年契約を結んだ。

### エイバル
2015年7月、SDエイバルと2年契約を結んだ。2016年10月、チームメイトのアントニオ・ルナと共に女性と性行為をする様子が写ったビデオがネット上に流出。その後、両選手は謝罪した。

### オビエド
2022年7月18日、セグンダ・ディビシオンに所属するレアル・オビエドにフリーで加入し、1年契約を交わした。